# Restolhada
Restolhada é uma coletânea de histórias em quadrinhos escritas e desenhadas pelo artista brasileiro Marcatti. Publicada pela editora Opera Graphica em 2000, em homenagem aos 30 anos de carreira do quadrinista, Restolhada reúne uma seleção de 16 histórias de Marcatti produzidas entre 1978 e 1991 e publicadas em ordem cronológica. Também há textos sobre o processo de criação de cada história, além da trajetória de Marcatti no mercado brasileiro de quadrinhos. O livro ganhou o Troféu HQ Mix de 2001 como "melhor edição especial".